# Igor Łarionow
Igor Nikołajewicz Łarionow, ros. Игорь Николаевич Ларионов (ur. 3 grudnia 1960 w Woskriesiensku) – rosyjski hokeista, reprezentant ZSRR i Rosji, trzykrotny olimpijczyk, trener.
Ojciec Igora (ur. 1998), także hokeisty.

## Kariera zawodnicza
- Chimik Woskriesiensk (1977–1981)
- CSKA Moskwa (1981–1989)
- Vancouver Canucks (1989–1992)
- HC Lugano (1992–1993)
- San Jose Sharks (1993–1995)
- Detroit Red Wings (1995–2000)
- Florida Panthers (2000)
- Detroit Red Wings (2000–2003)
- New Jersey Devils (2003–2004)
- Brunflo IF (2005–2006)

Trzykrotny zdobywca Pucharu Stanleya z Detroits Red Wings: 1997, 1998 i 2002. Zakończył karierę dwoma meczami jako zawodnik szwedzkiego Brunlo IF, zaliczając w nich jednego gola i trzy asysty. W lidze NHL rozegrał 921 spotkań, zdobywając w nich 169 goli i mając 475 asyst.
Razem z nim w ataku występowali Władimir Krutow i Siergiej Makarow. Była to jedna najskuteczniejszych trójek napastników w latach 80. na świecie, zwana „Atakiem KLM” (od pierwszych liter nazwisk). Ponadto piątka meczowa (ich trójka oraz dwaj obrońcy Wiaczesław Fietisow i Aleksiej Kasatonow) nosiła przydomek „Zielona Jednostka” (od zielonych koszulek noszonych przez nich podczas treningów).
Podobnie jak Wiaczesław Fietisow, był pionierem w NHL, jeśli chodzi o hokeistów byłego ZSRR. Obecnie po zakończeniu kariery sportowej zajął się prowadzeniem firmy w branży handlu winem.
Uczestniczył w turniejach Canada Cup 1981, 1984, 1987, Super Series 1983 i 1989, mistrzostw świata w 1982, 1983, 1985, 1986, 1987, 1989, zimowych igrzysk olimpijskich 1984, 1988, 2002, Pucharu Świata 1996 i w meczu Rendez-vous ’87.

## Kariera trenerska
W sezonie KHL (2008/2009) pełnił stanowisko dyrektora operacji hokejowych w klubie SKA Sankt Petersburg. W późniejszym czasie podjął pracę trenerską Federacji Hokeja Rosji. Przy reprezentacji Rosji do lat 20 był asystentem w sztabie (2019/2020), a potem głównym trenerem (2020/2021), a ponadto był selekcjonerem kadry seniorskiej w turniejach Euro Hockey Tour (2020/2021) i Deutschland Cup (2021/2022). 1 maja 2022 został ogłoszony głównym trenerem drużyny Torpedo Niżny Nowogród. Na początku kwietnia 2025 odszedł z klubu. W tych latach zawodnikiem tej drużyny był jego syn Igor.
Pod koniec maja 2025 został trenerem SKA Sankt Petersburg.

## Sukcesy

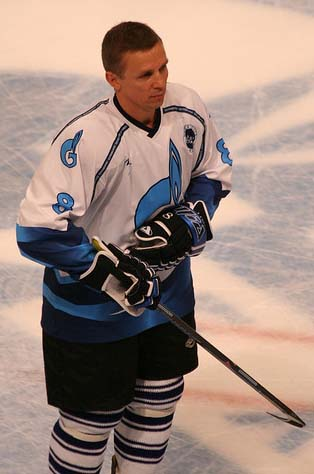
Igor Łarionow

Reprezentacyjne
- Złoty medal mistrzostw świata juniorów do lat 20: 1978, 1980 z ZSRR
- Złoty medal Canada Cup: 1981 z ZSRR
- Złoty medal mistrzostw świata: 1983, 1986, 1989 z ZSRR
- Złoty medal igrzysk olimpijskich: 1984, 1988 z ZSRR
- Brązowy medal mistrzostw świata: 1985 z ZSRR
- Srebrny medal mistrzostw świata: 1987 z ZSRR
- Srebrny medal Canada Cup: 1987 z ZSRR
- Brązowy medal igrzysk olimpijskich: 2002 z Rosją

Klubowe
- Złoty medal mistrzostw ZSRR (8 razy): 1982, 1983, 1984, 1985, 1986, 1987, 1988, 1989 z CSKA Moskwa
- Puchar ZSRR (1 raz): 1988 z CSKA Moskwa
- Puchar Europy (8 razy): 1982, 1983, 1984, 1985, 1986, 1987, 1988, 1989 z CSKA Moskwa
- Mistrz Dywizji NHL: 1992 z Vancouver Canucks
- Presidents’ Trophy: NHL, 2002 z Detroit Red Wings
- Clarence S. Campbell Bowl: 1997, 1998, 2002 z Detroit Red Wings
- Puchar Stanleya (3 razy): 1997, 1998, 2002 z Detroit Red Wings

Indywidualne
- Mistrzostwa świata juniorów do lat 20 w 1979:
  - Skład gwiazd turnieju
- Liga radziecka 1981/1982:
  - Nagroda Najlepsza Trójka dla tercetu najskuteczniejszych strzelców ligi (oraz Władimir Krutow i Siergiej Makarow) – łącznie 100 goli
- Liga radziecka 1982/1983:
  - Nagroda Najlepsza Trójka dla tercetu najskuteczniejszych strzelców ligi (oraz Władimir Krutow i Siergiej Makarow) – łącznie 77 goli
- Mistrzostwa świata 1983:
  - Skład gwiazd turnieju
- Liga radziecka 1983/1984:
  - Nagroda Najlepsza Trójka dla tercetu najskuteczniejszych strzelców ligi (oraz Władimir Krutow i Siergiej Makarow) – łącznie 88 goli
- Liga radziecka 1984/1985:
  - Nagroda Najlepsza Trójka dla tercetu najskuteczniejszych strzelców ligi (oraz Władimir Krutow i Siergiej Makarow) – łącznie 67 goli
- Liga radziecka 1985/1986:
  - Nagroda Najlepsza Trójka dla tercetu najskuteczniejszych strzelców ligi (oraz Władimir Krutow i Siergiej Makarow) – łącznie 82 gole
- Mistrzostwa świata 1986:
  - Skład gwiazd turnieju
- Liga radziecka 1986/1987:
  - Nagroda Najlepsza Trójka dla tercetu najskuteczniejszych strzelców ligi (oraz Władimir Krutow i Siergiej Makarow) – łącznie 67 goli
- Hokej na lodzie na Zimowych Igrzyskach Olimpijskich 1988:
  - Drugie miejsce w klasyfikacji strzelców turnieju: 4 gole
  - Pierwsze miejsce w klasyfikacji asystentów turnieju: 9 asyst
  - Drugie miejsce w klasyfikacji strzelców turnieju: 13 punktów
- Liga radziecka 1987/1988:
  - Najlepszy zawodnik sezonu mistrzostw ZSRR w hokeju na lodzie
- Liga radziecka 1988/1989:
  - Nagroda Najlepsza Trójka dla tercetu najskuteczniejszych strzelców ligi (oraz Władimir Krutow i Siergiej Makarow) – łącznie 56 goli

Wyróżnienia
- Zasłużony Mistrz Sportu ZSRR w hokeju na lodzie: 1982
- Triple Gold Club; 1997
- Hockey Hall of Fame: 2008
- Galeria Sławy IIHF: 2008
- Rosyjska Galeria Hokejowej Sławy: 2014